# Farní sbor Českobratrské církve evangelické v Mladé Boleslavi
Farní sbor Českobratrské církve evangelické v Mladé Boleslavi je sborem Českobratrské církve evangelické v Mladé Boleslavi. Sbor spadá pod Poděbradský seniorát. V létě se nedělní bohoslužby konají v kostele sv. Havla.
Farářem sboru je Jonatan Hudec, kurátorem sboru Marek Neumann.

## Faráři sboru
- Jan Mikulecký (1945–1946 * Karel Cejka 1946 -?
- Alfréd Kocáb (1969–1974)
- Miloslav Plecháček (1980–1990)
- Václav Hurt (1994–1999)
- Josef Kejř (1999–2001)
- Václav Hurt (2000–2012)
- Jonatan Hudec (2013–2023)

## Externí odkazy

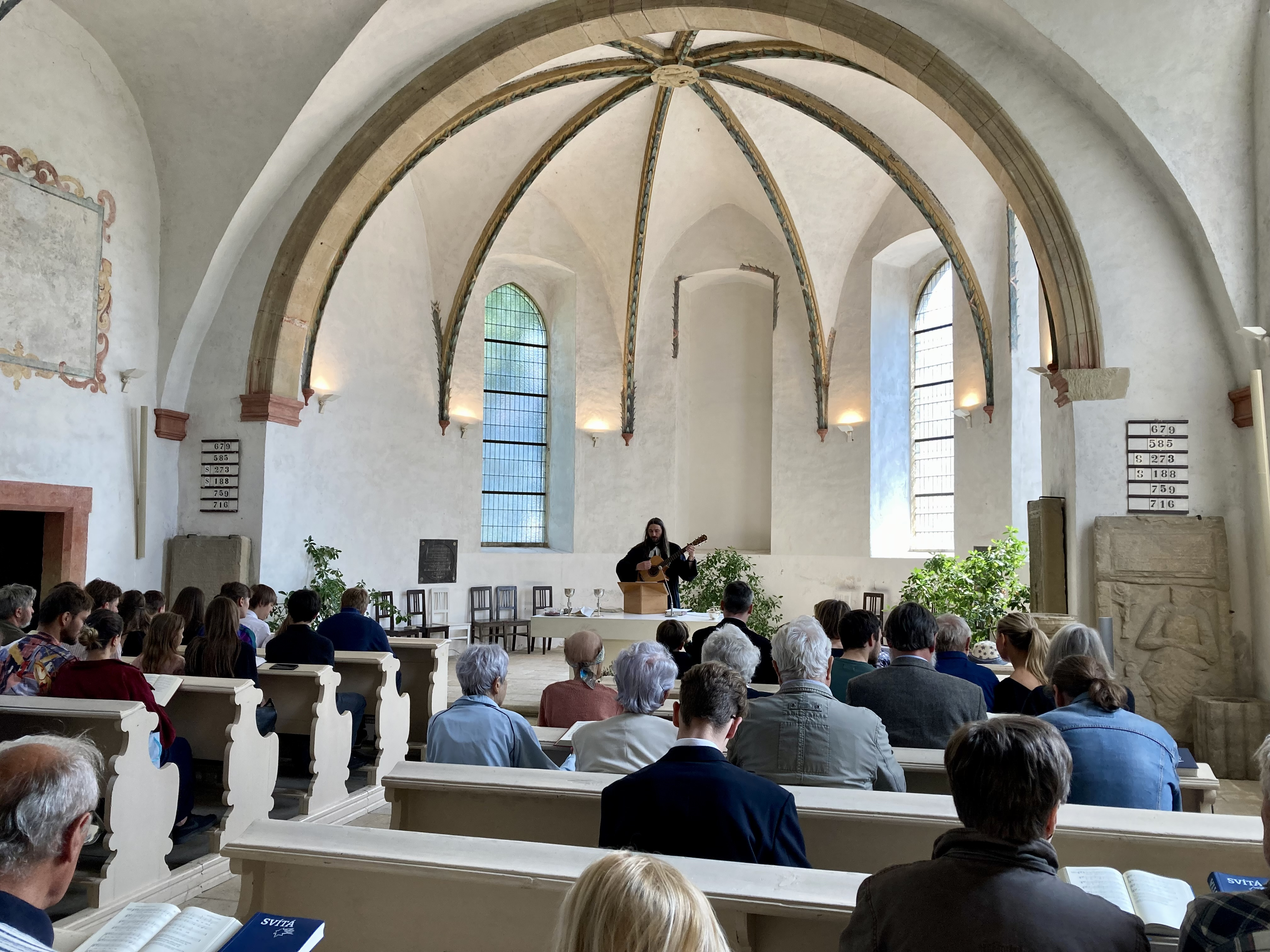
Bohoslužby v Havelském kostele